# Amal Nasruddín
Amal Nasruddín (hebrejsky אמל נסראלדין‎, arabsky أمل نصر الدين‎; 31. července 1928 – 9. února 2025) byl izraelský politik a bývalý poslanec Knesetu za stranu Likud.

## Biografie
Narodil se v obci Dalijat al-Karmel. Vystudoval střední školu. Je členem komunity izraelských Drúzů.

## Politická dráha
V letech 1961–1964 vedl odbor pro demobilizované vojáky. V roce 1969 byl ředitelem projektu památníků padlých vojáků drúzského, čerkeského a beduínského původu. V letech 1964–1971 byl tajemníkem zaměstnanecké rady v obcích Dalijat al-Karmel a Isfija. Byl členem strany Mapaj, ale roku 1971 se připojil ke straně Cherut.
V izraelském parlamentu zasedl poprvé po volbách v roce 1973, do nichž šel za stranu Likud. Mandát ale získal až dodatečně v lednu 1977 jako náhradník za poslance Akivu Nofa. Byl členem výboru pro veřejné služby. Mandát poslance obhájil za Likud ve volbách v roce 1977, po nichž se stal členem výboru pro jmenování drúzských soudců, výboru pro záležitosti vnitra a životního prostředí a výboru House Committee. Opětovně byl zvolen ve volbách v roce 1981. Stal se členem výboru pro jmenování drúzských soudců, výboru pro záležitosti vnitra a životního prostředí a výboru státní kontroly. Uspěl i ve volbách v roce 1984. Zastával funkci člena výboru pro jmenování drúzských soudců, výboru pro záležitosti vnitra a životního prostředí a výboru pro jmenování islámských soudců. Předsedal podvýboru pro založení samospráv v beduínských osadách a podvýboru pro čtvrť Amal v Tel Avivu. Ve volbách v roce 1988 mandát poslance neobhájil.